# Антоново (Бабушкинский район)
Антоново — упразднённая деревня в Бабушкинском районе Вологодской области. Входила в Бабушкинское сельское поселение, с точки зрения административно-территориального деления — в Леденьгский сельсовет.

## География
Расстояние до районного центра села имени Бабушкина по автодороге — 30 км. Ближайшие населённые пункты — Княжево, Дьяково.

## История
Упразднена в 2020 году.

## Население
| 2010 |
| ---- |
| 0    |

По данным переписи в 2002 году постоянного населения не было.